# مقدمة (منطق)
المقدمة تطلق على ما يتوقف عليه الشيء — تارة تطلق على قضية جعلت جزء القياس، وتارة تطلق على ما تتوقف عليه صحة الدليل.